# Dolmens de la Cabre d'Or
Les dolmens de la Cabre d'Or sont deux dolmens situés sur le flanc de la colline de la Cabre d'Or à Figanières, dans le département du Var en France.

## Dolmenno1
Il a été découvert en 1958 par Y. Palun qu'il l'a étudié en 1960 en collaboration avec Jean Courtin. Le dolmen est très dégradé car il a servi de cabanon pour les chasseurs durant de nombreuses années. Son architecture est toutefois reconnaissable, il s'agit d'un dolmen simple sous tumulus rond. Ce dernier  mesure 10 m de diamètre pour 1,20 m de hauteur.  La chambre sépulcrale mesure 2,20 m de long sur 1,60 m de large. Elle est délimitée par de grandes orthostates transversales en calcaire local complétées par des murets en pierres sèches. La table de couverture (2,10 m par 1,80 m et 0,40 m d'épaisseur) a glissé sur le côté sud entraînant l'effondrement de l'orthostate sous-jacente. La dalle de chevet (1,70 m de long pour 0,40 m d'épaisseur) a elle-aussi basculé. 
Les fouilles ont mis au jour des ossements humains très nombreux mais très fragmentés et 240 dents. Le mobilier funéraire se composait de trois pointes de flèches, d'une lame et de plusieurs éclats de silex. Les éléments de parure étaient représentés par dix perles discoïdes (six en stéatite verte et quatre en calcaire), une grosse perle olivaire en serpentine. Les tessons de céramique retrouvés sont trop petits pour être identifiables.

## Dolmenno2
Il est situé à un peu plus de 300 m légèrement au sud-est du dolmen no 1 et parfois appelé dolmen de San Vas. A l'état de ruines, il n'en demeure que deux orthostates et la dalle de chevet. 43° 35′ 26″ N, 6° 29′ 32″ E